# Liang Jering
Liang Jering is een bestuurslaag in het regentschap Dairi van de provincie Noord-Sumatra, Indonesië. Liang Jering telt 798 inwoners (volkstelling 2010).